# Parantica schenkii
Parantica schenkii är en fjärilsart som beskrevs av Koch 1865. Parantica schenkii ingår i släktet Parantica och familjen praktfjärilar. Inga underarter finns listade i Catalogue of Life.